# Reeds (Misuri)
Reeds es un pueblo ubicado en el condado de Jasper en el estado estadounidense de Misuri. En el Censo de 2010 tenía una población de 95 habitantes y una densidad poblacional de 239,74 personas por km².

## Geografía
Reeds se encuentra ubicado en las coordenadas 37°6′59″N 94°10′6″O / 37.11639, -94.16833. Según la Oficina del Censo de los Estados Unidos, Reeds tiene una superficie total de 0.4 km², de la cual 0.4 km² corresponden a tierra firme y (0%) 0 km² es agua.

## Demografía
Según el censo de 2010, había 95 personas residiendo en Reeds. La densidad de población era de 239,74 hab./km². De los 95 habitantes, Reeds estaba compuesto por el 87.37% blancos, el 3.16% eran afroamericanos, el 3.16% eran amerindios, el 1.05% eran asiáticos, el 0% eran isleños del Pacífico, el 1.05% eran de otras razas y el 4.21% pertenecían a dos o más razas. Del total de la población el 0% eran hispanos o latinos de cualquier raza.